# Parazygiella dispar
Parazygiella dispar är en spindelart som först beskrevs av Kulczynski 1885.  Parazygiella dispar ingår i släktet Parazygiella och familjen hjulspindlar. Inga underarter finns listade i Catalogue of Life.